# St. Georg (Finsing)

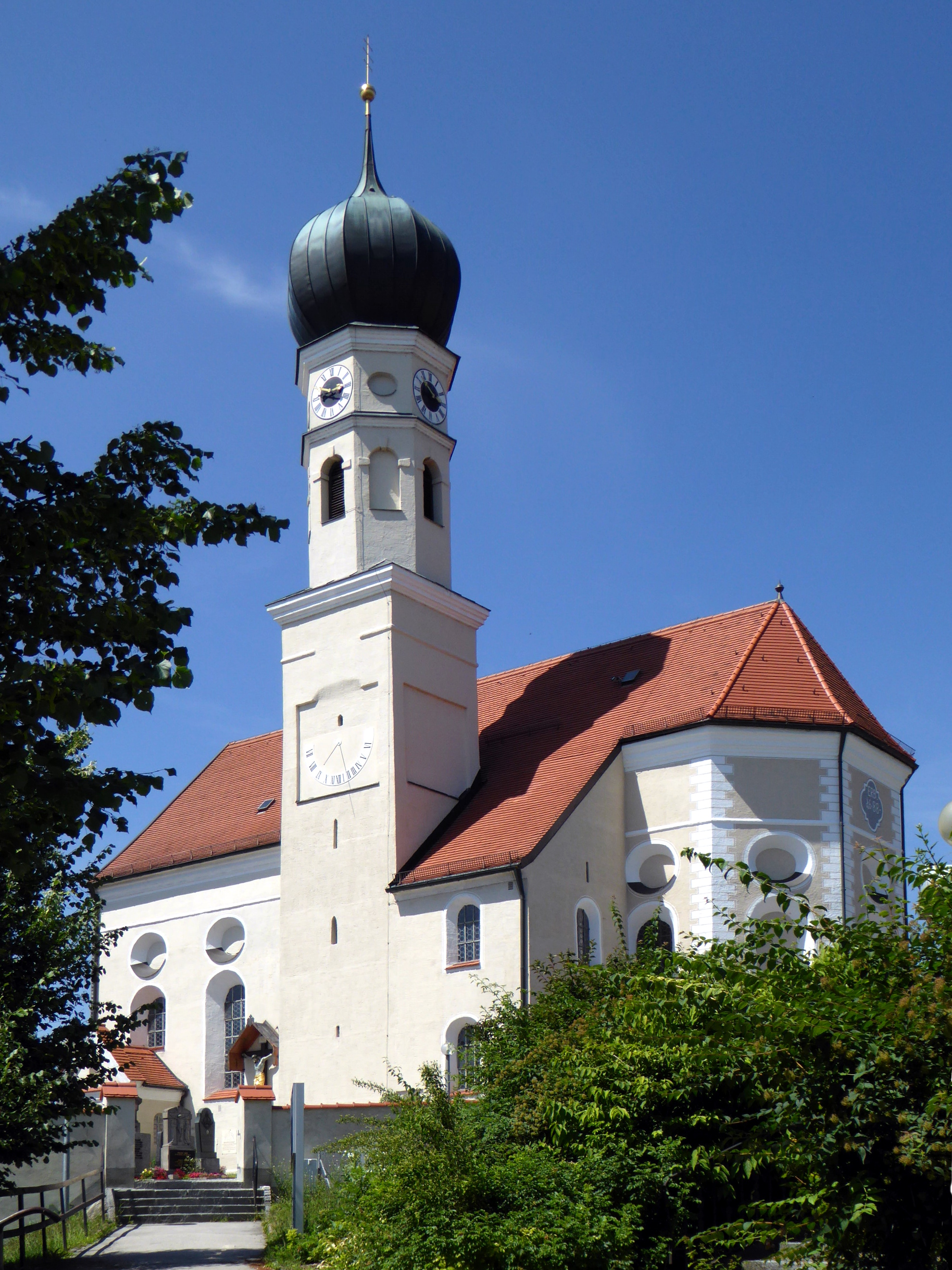
St. Georg in Finsing

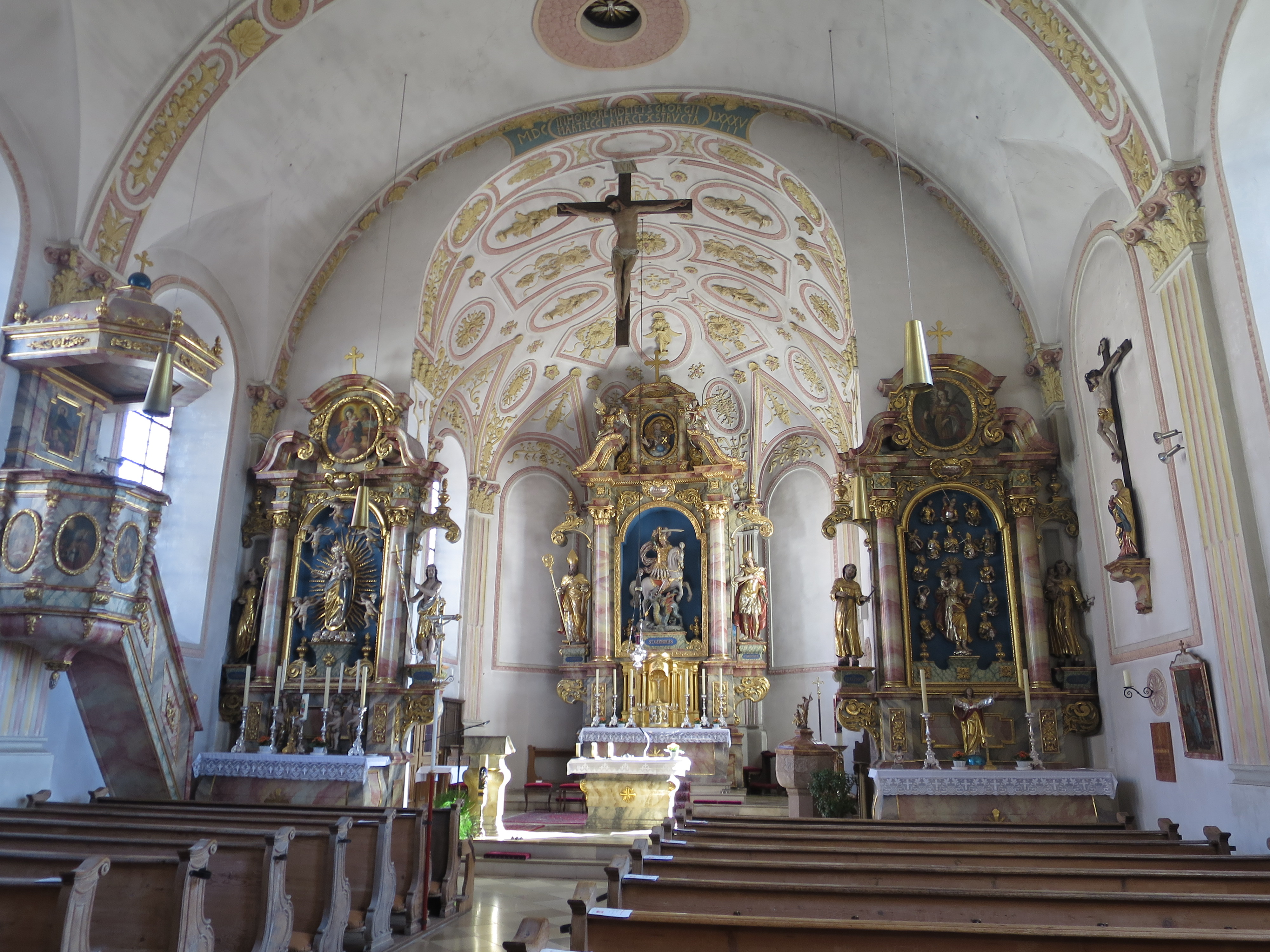
Innenansicht

Die römisch-katholische Pfarrkirche St. Georg steht in Finsing, einer Gemeinde im oberbayerischen Landkreis Erding. Das Bauwerk ist in der Liste der Baudenkmäler in Finsing als Baudenkmal unter der Nr. D-1-77-118-1 eingetragen. Die Kirche gehört zum Dekanat Ebersberg im Erzbistum München und Freising.

## Beschreibung
Die barocke Saalkirche wurde 1688 nach einem Entwurf von Hans Kogler auf den Grundmauern des Vorgängerbaus errichtet. Sie besteht aus dem Langhaus mit vier Jochen, dem eingezogenen, dreiseitig geschlossenen Chor im Osten, der Sakristei unter dem südlichen Schleppdach des Chors und dem Kirchturm auf quadratischem Grundriss in der südöstlichen Ecke von Langhaus und Sakristei. Die achteckigen Obergeschosse des Turms enthalten den Glockenstuhl und die Turmuhr. 
Der Innenraum des Langhauses ist mit einem Tonnengewölbe überspannt. Der Hochaltar wird von den Skulpturen des Erasmus von Antiochia und des heiligen Sebastian flankiert. Auf dem Altarretabel ist der heilige Georg dargestellt. Die Orgel mit 22 Register, verteilt auf zwei Manuale und Pedal wurde 2001 von Georg Weishaupt gefertigt.